# Руска рубла
Вижте пояснителната страница за други значения на рубла.
Руската рубла е паричната единица на Русия, Абхазия и Южна Осетия; възможно е да бъде приета за валута и на Приднестровието.
Използвана е в руските княжества (вкл. Великото московско княжество), Руското царство и Руската империя, както и в Таджикистан (1995 – 2000).
Кодът на валутата по международните стандарти е RUB. 1 рубла се дели на 100 копейки.

## История
Първото документирано използване на думата „рубла“ като наименование на парична единица датира от 1281 – 1299 г.. Съвременната руска рубла всъщност се появява през декември 1991 г. успоредно със съветската рубла, която остава в обращение до септември 1993 г. Всички съветски монети, емитирани през 1961 – 1991 г., както и монетите от 1, 2 и 3 копейки, емитирани преди 1961 г., формално остават законно платежно средство до 31 декември 1998 г., а в периода 1999 – 2002 г. могат да бъдат обменяни за руски пари в съотношение 1000:1.
След войната в Грузия и признаването от страна на Русия на държавната независимост на Абхазия и Южна Осетия през 2008 г. са сключени споразумения за приятелство с властите и на двете, в които се посочва, че „Руската федерация ще предприеме ефективни мерки за поддържане и управление на финансовите и банкови системи на републиките“ въз основа на факта, че платежното средство на техните територии е руската рубла.
След анексирането на Крим през 2014 г. руската рубла започва да се използва като парична единица на територията на полуострова, а в резултат на войната в Донбас руската рубла става и де факто парична единица в ДНР и ЛНР, властите на която обявяват руската рубла за официална парична единица. През 2022 г., след признаването на независимостта им и преди анексирането им от Русия двете републики сключват споразумения с Русия, включително регулиращи поддържането на финансовата система на републиките въз основа на този факт.
Според Bloomberg в междубанковия оборот в системата SWIFT за периода от май 2013 до май 2014 г. делът на руската рубла е 0,35%. В същото време делът на американския долар за същия период от време е 42%, еврото е 32%, а юанът е 1,47%. Като цяло в междубанковите разплащания рублата заема 18-о място сред всички валути в света.
След анексирането им от Русия от 1 май 2022 г. руската рубла се използва заедно с украинската гривна и в Херсонска област, а от 25 май 2022 г. – в Запорожка област.

## Международен статус
Въпреки че има фактори, които подкрепят интернационализацията на рублата (например размерът на икономиката и обемите на износа), има и ограничения (например зависимостта от суровините и ефекта от санкциите). Като резервна валута рублата може да се конкурира само с други валути със сравнимо качество, като китайския юан. За да се увеличи делът на рублата в международните плащания, е необходимо да се следват политики, насочени към устойчив растеж и диверсификация на икономиката, подобряване на качеството на икономическата политика и развитие на финансовите пазари.

## Монети
На 1 януари 1998 г. са въведени в обращение монети с номинал от 1 копейка до 5 рубли. През 2009 г. започват да се секат юбилейни монети с номинал от 10 рубли. През 2011 г. в обращение се появяват възпоменателни монети от 25 рубли с герба на Русия на лицевата страна.
Във връзка с промяната на емблемата на Банката на Русия, от 2002 г. насам започват да се секат монети с купюри от 1, 2 и 5 рубли с различни от предходните лицеви страни.
За да се намалят производствените разходи, от 2006 г. насам започват да се секат монети от 10 и 50 копейки от стомана, покрита с томбакова сплав. За разлика от сечените по-рано, новият тип монети имат магнитни свойства и са с гладък ръб. По подобен начин материалът на монетите от 1, 2 и 5 рубли е заменен през 2009 г. с никелирана стомана.
От 2008 г. Банката на Русия обмисля възможността за изтегляне на монетите с деноминация от 1 и 5 копейки от обращение поради загуби в производството им поради поскъпването на метала и неудобство за населението при работа с най-малките монети в брой. Разгледана е и възможността за замяна на метала на тези монети с по-евтини сплави. През януари 2013 г. първият заместник-председател на Централната банка на Русия обявява прекратяването на издаването на монети с деноминации от 1 и 5 копейки, въпреки че последните официални тиражи на тези монети са издадени през 2009 г. През 2014 г. е издаден тираж на монети с деноминации от 1 и 5 копейки във връзка с анексирането на Крим от Русия, където за плащания са необходими дребни разменни монети. През 2017 г. е заявено, че въпреки ниското използване на монети от 1 и 5 копейки, Банката на Русия не планира да ги извади от обращение.
От 2016 г. на лицевата страна на всички монети, в дизайна на които преди това е използвана емблемата на Централната банка на Русия, се поставя изображение на държавния герб на Русия. Съгласно действащото законодателство в страната, присъствието му върху съвременните банкноти не е задължително.

## Банкноти
На 1 януари 1998 г. е пусната нова серия банкноти в деноминации от 5, 10, 50, 100 и 500 рубли. Банкнотата от 1000 рубли е емитирана за първи път на 1 януари 2001 г., а банкнотата от 5000 рубли е емитирана за първи път на 31 юли 2006 г. Модификации на серията са направени през 2001, 2004 и 2010 г.
През април 2016 г. Централната банка на Русия обявява въвеждането на две нови банкноти – 200 и 2000 рубли, като те влизат в обращение през 2017 г. През септември 2016 г. се провежда гласуване, за да се реши кои символи и градове ще бъдат показани на новите банкноти. През февруари 2017 г. Централната банка на Русия обявява новите символи. На банкнотата от 200 рубли биват изобразени символи на Крим: паметникът на потъналите кораби, изглед към Севастопол и изглед към Херсонес. Банкнотата от 2000 рубли съдържа изображения на руския Далечен изток: моста към остров Руски и космодрума Восточни в Амурска област.
През 2018 г. Централната банка издава възпоменателна банкнота от 100 рубли, предназначена да признае ролята на Русия като домакин на Световното първенство по футбол през 2018 г. Банкнотата е отпечатана върху полимерна основа и има няколко прозрачни части, както и холограма. Въпреки че банкнотата е предназначена за трансакции като законно платежно средство, Централната банка едновременно отказва да позволи на банкоматите в страната да я разпознаят или приемат.
На 30 юни 2022 г. е представен първият нов дизайн на банкнотата от 100 рубли. Дизайнът на новата банкнота включва символи на Москва на лицевата страна – Червения площад, парка Зарядие, Московския държавен университет и кулата Останкино. На обратната страна е представен Ржевският мемориал на съветския войник.